# Artur Jędrzejczyk
Artur Jędrzejczyk (se prononce Ièndjèïtchik), né le 4 novembre 1987 à Dębica, est un footballeur international polonais. Il occupe actuellement le poste de défenseur au Legia Varsovie.

## Biographie

### Ses débuts à l’Igloopol Debica
Artur Jędrzejczyk commence sa carrière de footballeur à l’Igloopol Debica, dont il porte les couleurs en amateur dans la quatrième division. Il est incorporé dans l’équipe première au printemps de la saison 2004-2005 et fait ses débuts dans la quatrième division. Il marque son premier but contre le Stal Mielec en septembre dans un match nul 1-1.
Le club est à la lutte pour la promotion en II Liga et Jędrzejczyki inscrit un but important dans une victoire à l'extérieur 2-1 contre le Kolbuszowianką. Malheureusement cette victoire ne suffit pas et le club termine à la troisième place du classement.  

### Débuts difficiles au Legia Varsovie et prêts successifs
En 2006, grâce au partenariat entre son club et Legia Varsovie, Artur Jędrzejczyk passe des tests auprès de l’entraineur de Varsovie Dariusz Wdowczyk. Ces tests sont concluants et Jędrzejczyk rejoint le club de la capitale. Il fait ses débuts professionnels le 22 juillet avec le Legia, dans un match de Supercoupe contre Wisla Plock. Jędrzejczyk fait un match moyen, il est remplacé à 78e minute dans ce match qui verra la défaite du Legia contre son rival. Il n’apparait qu’une seule fois en Ekstraklasa pendant la saison 2006-2007, lors d’un match contre le ŁKS Łódź. 
Trop jeune pour s’imposer pendant ses premières années au club, le Legia décide de le prêter au GKS Jastrzębie pour la saison 2007-2008. Ce club évolue en quatrième division et Jędrzejczyk  y disputera 23 matchs. 
La saison suivante il est à nouveau prêté, cette fois-ci au Dolcan Ząbki, qui évolue en deuxième division polonaise pour la saison 2008-2009. Jędrzejczyk devient un membre régulier du onze de départ, il joue 28 matchs et marque 2 buts. Ses bonnes prestations lui permettent de réintégrer l’équipe première du Legia Varsovie à l’été 2009. Il joue 7 matchs avec le Legia dont 4 en Ekstraklasa et parvient à marquer un but. 

### Révélation au Korona Kielce et retour au Legia Varsovie
Malgré des prestations encourageantes, le staff estime qu’il serait bénéfique pour le joueur d’avoir davantage de temps de jeu. Il est donc, encore une fois, prêté pour un an au Korona Kielce, un autre club de première division. L'accord contenant une disposition qui, si nécessaire, permet au Legia de rappeler le joueur lors du mercato d’été. Après avoir joué 11 matchs de championnat, il retourne au Legia Varsovie. Il s’impose au club et remporte la Coupe de Pologne en 201 et 2012. Le 30 mai 2013, il signe un contrat de trois ans avec le club russe du Krasnodar, le transfert est estimé à 2,2 millions d’euros. 

### Carrière en équipe de Pologne
Le 26 juillet 2010, Artur Jędrzejczyk est appelé pour la première fois par le sélectionneur de l'équipe nationale polonaise, Franciszek Smuda, pour un match contre le Cameroun qui a lieu le 11 août. Le joueur assiste du banc à la défaite des siens trois à zéro. Au début du mois d'octobre, Jędrzejczyk est de nouveau sélectionné, cette fois-ci en remplacement de Grzegorz Wojtkowiak, et part en tournée en Amérique du Nord. À Montréal, le 12, il dispute son premier match international face à l'Équateur, entrant en jeu à la soixante-et-unième minute à la place de Łukasz Piszczek.
Le 10 novembre 2022, il est sélectionné par Czesław Michniewicz pour participer à la Coupe du monde 2022.

## Palmarès
- Champion de Pologne en 2013, 2016, 2017 et 2018
- Vainqueur de la Coupe de Pologne en 2011, 2012, 2013 et 2016
- Finaliste de la Supercoupe de Pologne en 2006